# José Alfredo Castillo
José Alfredo Castillo Parada (Santa Cruz de la Sierra, 9 de febrero de 1983) es un exfutbolista boliviano. Jugaba como delantero y su último club fue el Oriente Petrolero de la Primera División de Bolivia.
Es el máximo goleador en la historia de Oriente Petrolero por la Primera División de Bolivia, con 146 anotaciones en forma oficial, y uno de sus ídolos históricos.
Es el segundo mayor goleador en la historia de la Primera División de Bolivia con 268 goles.

## Selección nacional
Ha jugado 3 partidos por la Selección Sub-20 de Bolivia marcando 2 goles. También ha jugado por la Selección de Bolivia, donde jugó 22 partidos y marcó 6 goles.

## Estadísticas
| Oriente Petrolero · Bolivia |               |               |     |     |   |   |    |    |     |      |      |
| 1.ª | 2000          | 26            | 4   | —   | — | — | —  | 26 | 4   | 0,15 |      |
| 1.ª | 2001          | 46            | 42  | —   | — | 3 | —  | 49 | 42  | 0,85 |      |
| 1.ª | 2002          | 39            | 46  | —   | — | 7 | 5  | 46 | 51  | 1,10 |      |
| 1.ª | A-2007        | 16            | 4   | —   | — | — | —  | 16 | 4   | 0,25 |      |
| 1.ª | A-2009        | 8             | 3   | —   | — | — | —  | 8  | 3   | 0,37 |      |
| 1.ª | A-2012        | 7             | 1   | —   | — | — | —  | 7  | 1   | 0,14 |      |
| 1.ª | C-2013        | 10            | 4   | —   | — | — | —  | 10 | 4   | 0,40 |      |
| 1.ª | A-2015        | 10            | 0   | —   | — | 2 | 0  | 12 | 0   | 0,00 |      |
| 1.ª | C-2016        | 14            | 6   | —   | — | 2 | 1  | 16 | 7   | 0,43 |      |
| 1.ª | A-2019        | 20            | 11  | —   | — | 2 | 1  | 22 | 12  | 0,54 |      |
| 1.ª | C-2019        | 19            | 5   | —   | — | 0 | 0  | 19 | 5   | 0,26 |      |
| 1.ª | A-2020        | 18            | 10  | —   | — | 1 | 0  | 19 | 10  | 0,42 |      |
| 1.ª | 2021          | 18            | 5   | —   | — | — | —  | 18 | 5   | 0,23 |      |
| Total club | Total club    | Total club    | 251 | 141 | 0 | 0 | 17 | 7  | 268 | 148  | 0,55 |
| Tecos · México |               |               |     |     |   |   |    |    |     |      |      |
| 1.ª | 2003          | 18            | 8   | —   | — | — | —  | 18 | 8   | 0,44 |      |
| 1.ª | 2003          | 14            | 5   | —   | — | — | —  | 14 | 5   | 0,35 |      |
| 1.ª | 2004          | 12            | 3   | —   | — | — | —  | 12 | 3   | 0,25 |      |
| 1.ª | 2005          | 12            | 1   | —   | — | — | —  | 12 | 1   | 0,08 |      |
| 1.ª | 2005          | 5             | 1   | —   | — | — | —  | 5  | 1   | 0,20 |      |
| 1.ª | 2011          | 6             | 0   | —   | — | — | —  | 6  | 0   | 0,00 |      |
| Total club | Total club    | Total club    | 67  | 18  | - | - | -  | -  | 67  | 18   | 0,26 |
| Bolívar · Bolivia |               |               |     |     |   |   |    |    |     |      |      |
| 1.ª | A-2004        | 13            | 8   | —   | — | 6 | 5  | 19 | 13  | 0,68 |      |
| 1.ª | A-2008        | 2             | 1   | —   | — | — | —  | 2  | 1   | 0,50 |      |
| 1.ª | A-2011        | 9             | 1   | —   | — | — | —  | 9  | 1   | 0,11 |      |
| 1.ª | C-2012        | 7             | 1   | —   | — | — | —  | 7  | 1   | 0,14 |      |
| Total club | Total club    | Total club    | 31  | 11  | 0 | 0 | 6  | 5  | 37  | 16   | 0,43 |
| Rosario Central Argentina |               |               |     |     |   |   |    |    |     |      |      |
| 1.ª | 2006          | 3             | 0   | —   | — | 1 | 0  | 4  | 0   | 0,00 |      |
| Total club | Total club    | Total club    | 3   | 0   | 0 | 0 | 1  | 0  | 4   | 0    | 0,00 |
| O'Higgins · Chile |               |               |     |     |   |   |    |    |     |      |      |
| 1.ª | 2007          | 15            | 0   | —   | — | — | —  | 15 | 4   | 0,00 |      |
| Total club | Total club    | Total club    | 15  | 0   | - | - | -  | -  | 15  | 4    | 0,00 |
| Atlético Mineiro · Brasil |               |               |     |     |   |   |    |    |     |      |      |
| 1.ª | 2008          | 20            | 3   | 2   | 0 | — | —  | 20 | 3   | 0,15 |      |
| Total club | Total club    | Total club    | 20  | 3   | 2 | 0 | -  | -  | 20  | 3    | 0,13 |
| Blooming · Bolivia |               |               |     |     |   |   |    |    |     |      |      |
| 1.ª | 2010          | 22            | 11  | —   | — | 4 | 0  | 26 | 11  | 0,42 |      |
| 1.ª | 2010          | 18            | 10  | —   | — | — | —  | 18 | 10  | 0,55 |      |
| Total club | Total club    | Total club    | 40  | 21  | 0 | 0 | 4  | 0  | 44  | 21   | 0,47 |
| Guabirá · Bolivia |               |               |     |     |   |   |    |    |     |      |      |
| 1.ª | A-2013        | 20            | 11  | —   | — | — | —  | 20 | 11  | 0,55 |      |
| 1.ª | C-2014        | 21            | 7   | —   | — | — | —  | 21 | 7   | 0,33 |      |
| 1.ª | A-2016        | 18            | 13  | —   | — | — | —  | 18 | 13  | 0,72 |      |
| 1.ª | C-2017        | 18            | 9   | —   | — | — | —  | 18 | 9   | 0,50 |      |
| 1.ª | A-2018        | 18            | 12  | —   | — | 2 | 1  | 20 | 13  | 0,65 |      |
| 1.ª | C-2018        | 24            | 13  | —   | — | — | —  | 24 | 13  | 0,62 |      |
| Total club | Total club    | Total club    | 119 | 65  | 0 | 0 | 2  | 1  | 121 | 66   | 0,54 |
| Sport Boys Warnes · Bolivia |               |               |     |     |   |   |    |    |     |      |      |
| 1.ª | A-2014        | 14            | 4   | —   | — | — | —  | 14 | 4   | 0,28 |      |
| 1.ª | C-2015        | 13            | 6   | —   | — | — | —  | 13 | 6   | 0,46 |      |
| 1.ª | A-2017        | 15            | 8   | —   | — | 5 | 2  | 20 | 10  | 0,50 |      |
| Total club | Total club    | Total club    | 42  | 18  | 0 | 0 | 5  | 2  | 47  | 20   | 0,42 |
| Total carrera | Total carrera | Total carrera | 587 | 277 | 2 | 0 | 35 | 15 | 624 | 296  | 0,47 |
| (1) Incluye datos de la Copa de Brasil. (2) Incluye datos de la Copa Libertadores, Copa Sudamericana. (3) Media de goles por encuentro. No incluye goles en partidos amistosos. |               |               |     |     |   |   |    |    |     |      |      |

### Selección nacional
| Selección         | Año   | Amistoso | Amistoso | Eliminatorias | Eliminatorias | Total | Total |
| Selección         | Año   | PJ       | G        | PJ            | G             | PJ    | G     |
| ----------------- | ----- | -------- | -------- | ------------- | ------------- | ----- | ----- |
| Bolivia · Bolivia | 2001  | -        | -        | 1             | 0             | 1     | 0     |
| Bolivia · Bolivia | 2002  | 1        | 0        | -             | -             | -     | -     |
| Bolivia · Bolivia | 2003  | 1        | 0        | 2             | 0             | 3     | 0     |
| Bolivia · Bolivia | 2004  | -        | -        | 3             | 1             | 3     | 1     |
| Bolivia · Bolivia | 2005  | -        | -        | 6             | 4             | 6     | 4     |
| Bolivia · Bolivia | 2009  | 1        | 0        | 1             | 0             | 2     | 0     |
| Bolivia · Bolivia | 2010  | 1        | 0        | -             | -             | 1     | 0     |
| Bolivia · Bolivia | 2011  | 2        | 0        | -             | -             | 2     | 0     |
| Total             | Total | 6        | 0        | 13            | 5             | 19    | 5     |

## Palmarés

### Títulos nacionales
| Título           | Club              | Año           |
| ---------------- | ----------------- | ------------- |
| Primera División | Oriente Petrolero | 2001          |
| Primera División | Bolívar           | Apertura 2004 |

### Distinciones individuales
| Distinción                                                              | Año               |
| ----------------------------------------------------------------------- | ----------------- |
| El Mejor Goleador Mundial de Primera División (42 goles)                | 2001              |
| Máximo goleador de la Primera División de Bolivia (42 goles)            | 2001              |
| Goleador histórico de Guabirá (67 goles)                                | 2018 - Actualidad |
| Goleador histórico de Oriente Petrolero en Primera División (148 goles) | 2020 - Actualidad |